# کیت کت
کیت کَت (به انگلیسی: Kit Kat) نام یک شرکت شکلات‌سازی است که شکلات‌هایی ترد و ویفری درست می‌کند کیت کت نخست به دست شرکت روتریز در شهر یورک انگلستان، تولید می‌شد اما هم‌اکنون کیت کت به فرم جهانی به دست شرکت نستله که کیت کت را در سال ۱۹۸۸ میلادی از روتریز خریداری کرده تولید می‌شود. تولید تحت امتیاز کیت کت اوّلین بار در ایران توسط گروه صنعتی مینو انجام شد و مدّتی بعد نام محصول به تک تک تغییر یافت. کیت کت تنها در ایالات متحده آمریکا با لیسانس هرشیز تولید می‌شود. از سال ۱۹۵۷ شعار کیت کت در انگلیس و به طبع آن سایر نقاط دنیا چنین است؛ «کیت کت داشته‌باش .. اندکی استراحت کن».
عنوان کیت کت نخستین مرتبه در دهه ۱۹۲۰ به وجود آمد. همان دورانی که راونتریز، کارخانه شیرینی و شکلات‌سازی واقع در یورک انگلستان، برندهای کیت کت و کیت گربه (در انگلیسی - کت به معنای گربه است) را ثبت تجاری نمود. فرم و شکل ۴ تکه‌ای این شکلات پیشنهاد یکی از کارگران کارخانه راونتریز بود که اعتقاد داشت، برای استفاده در وعده‌های مختلف مناسب‌تر است. در سال ۱۹۴۲ و در طول دوران جنگ جهانی دوم طرح رنگ جلد و طعم اولیه کیت کت تغییر کرد. کمبود مواد اولیه و مواد غذایی از جمله شیر، از دلایل عمده بود که باعث شد طعم کیت کت، از شکلات شیری به شکلات‌تلخ و تیره تغییر نماید.
در سپتامبر سال ۲۰۱۳ میلادی، اعلام شد که نسخه ۴/۴ سیستم عامل تلفن هوشمند اندروید گوگل، با نام اندروید کیت‌کت عرضه خواهد شد. گوگل توانست حق استفاده از امتیاز برند نام کیت کت را بدون معاوضه پول از نستله دریافت نماید که در حقیقت، تبلیغی رایگان برای شکلات‌های این شرکت بود.

## تاریخچه

### تاریخچه نام
استفاده از نام کیت کت برای نوعی غذا به قرن هجدهم برمی گردد، زمانی که پای گوشت گوسفندی معروف به کیت کت در جلسات کلوپ سیاسی کیت-کت در لندن متعلق به آشپز شیرینی فروشی کریستوفر کاتلینگ سرو می‌شد.
ریشه آنچه امروزه با نام تجاری کیت کت شناخته می‌شود به سال ۱۹۱۱ برمی گردد، زمانی که رونتری، یک شرکت شیرینی سازی مستقر در یورک، اصطلاحات تجاری کیت کت را علامت تجاری کرد. این نام‌ها بلافاصله مورد استفاده قرار نگرفتند و کیت کت اولین بار در دهه ۱۹۲۰ ظاهر شد، زمانی که رونتری مارک شکلات‌های جعبه ای را با عنوان Kit Cat راه‌اندازی کرد. این تا دهه ۱۹۳۰ ادامه داشت، زمانی که رونتری تمرکز و تولید خود را به مارک‌های Black Magic و Dairy Box تغییر داد. با تبلیغ محصولات جایگزین، نام تجاری کیت کت کاهش یافت و سرانجام متوقف شد.

### تاریخچه شکلات چهارانگشتی
نسخه اصلی چهار انگشتی این تخته بیسکوییت پس از آنکه یک کارگر در کارخانه رونتری در یورک پیشنهادی را در جعبه پیشنهادها برای «یک شکلات تخته ای که یک مرد می‌تواند برای کار در بسته‌بندی خود استفاده کند» ارائه داد. در سپتامبر ۱۹۳۵ در انگلیس با عنوان Rowntree's Chocolate Crisp راه اندازی شد و نسخه بعدی آن با دو انگشت در سال ۱۹۳۶ به بازار عرضه شد. در سال ۱۹۳۷ به کیت کات شکلات ترد تغییر نام داد و پس از جنگ جهانی دوم فقط به کیت کت تغییر نام یافت. از سال ۱۹۵۷، شعار کیت کت در انگلیس و جاهای دیگر «استراحت کن … کیت کت داشته باش» است. از سال ۱۹۸۶ در ایالات متحده، اصطلاحات مورد استفاده در تبلیغات تلویزیونی «به من استراحت بده، به من استراحت بده … یه تیکه از اون کیت کت به من بده» است.

## فروش جهانی

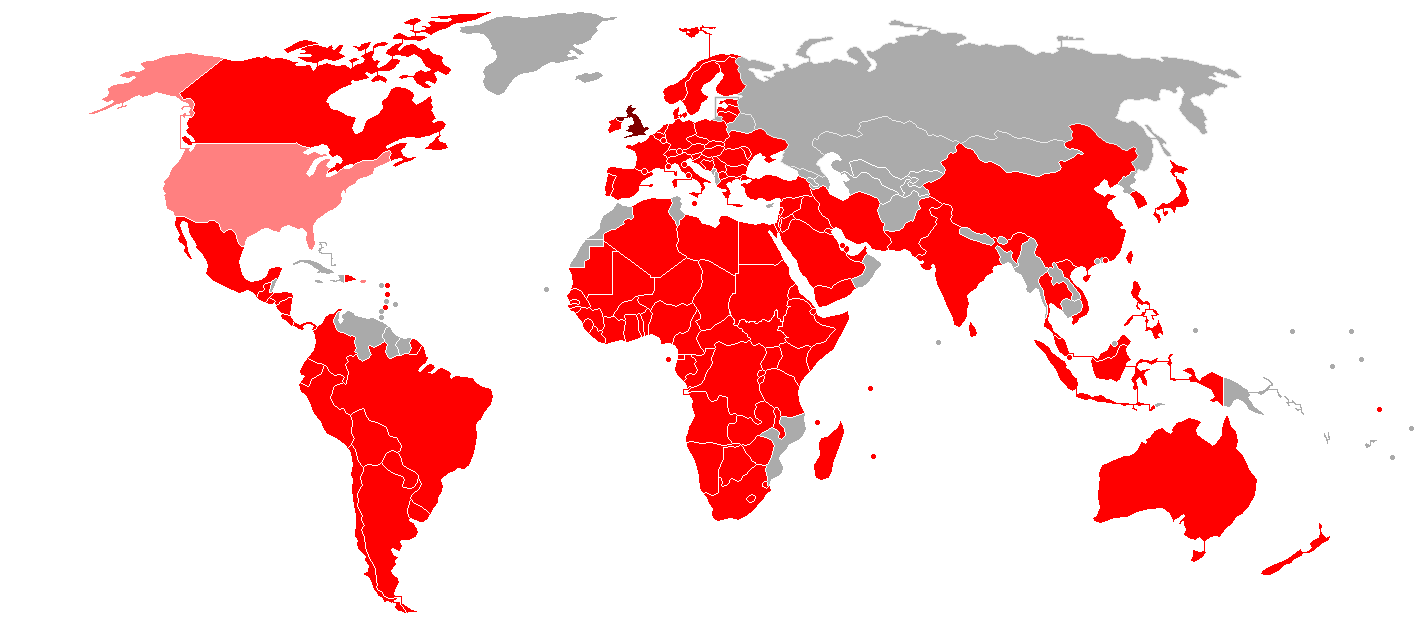
نقشه کشورهایی که کیت کت به بازار عرضه می‌شود. قرمز تیره: انگلستان (کشور مبدأ). قرمز: کشورهایی با محصولات کیت کت متعلق به نستله. قرمز روشن: کشورهایی با محصولات کیت کت تولید شده توسط هرشی (ایالات متحده).

تخته بیسکویت‌های کیت کت در ۱۶ کشور توسط نستله تولید می‌شوند: برزیل، مکزیک، انگلستان، کانادا، استرالیا، نیوزیلند، آفریقای جنوبی، آلمان، روسیه، ژاپن، چین، مالزی، تایلند، هند، ترکیه، امارات متحده عربی، بلغارستان و الجزایر. تخته بیسکویت‌های کیت کت در ایالات متحده به دلیل توافق‌نامه صدور مجوز قبلی با رونتری تحت لیسانس شرکت هرشی، رقیب نستله، تولید می‌شوند. سال ۲۰۰۳ برای نوار کیت کت و همچنین به‌طور کلی صنعت شیرینی سازی یک نقطه عطف بود. محبوبیت رژیم‌های کم کربوهیدرات و فشار به غذاهای سالم رشد فروش را در بسیاری از مناطق جهان خفه کرده‌است. علاوه بر این، رقابت شدید سوپر مارک لبنیات تازه تأسیس کادبری نیز منجر به کاهش قابل توجه فروش کیت کت در بازار داخلی آن در انگلیس شد و تهدید به از بین بردن آن از جایگاه شماره ۱ خود شد. راه حل اتخاذ شده توسط نستله و دیگران این بود که به طرز چشمگیری تعداد تغییرات جدید و منحصر به فرد شیرینی‌های آنها را افزایش داده و آنها را به صورت نسخه‌های محدود یا ویژه که معمولاً فقط برای چند ماه در یک زمان در دسترس است بفروشید تا فروش محصولات استاندارد خود را از دست ندهید. این استراتژی در ابتدا روند کیت کت را معکوس کرد و توسط نستله، هرشی، مریخ و دیگران با موفقیت مشابه در سرتاسر جهان پذیرفته شد.